# Serra do Mirante
A serra do Mirante é uma serra do município de Cabo Verde. No seu topo está o ponto turístico denominado Pico do Mirante, que possui 1342 metros de altitude. Neste pico é possível avistar a represa de Furnas e as cidades de Divisa Nova, Nova Resende, Alfenas, Areado e Cabo Verde. Isto atrai  visitantes ao lugar. O local poderá ser utilizado para a decolagem de asa delta.